# Diclorofluoresceína
La diclorofluoresceína (DCF) es un colorante orgánico de la familia de la fluoresceína, con sustituyentes de cloro en  las posiciones 2 y 7. Una de sus principales aplicaciones es como indicador de adsorción en la valoración argentométrica  de cloruro por el  método de Fajans,   ya que una vez superado el punto de equivalencia de la reacción de titulación, el color cambia a rosado. 
También se utiliza en el ensayo de actividad antioxidante celular (CAA). La diclorofluorescina actúa como una sonda que queda atrapada dentro de las células y se oxida fácilmente a diclorofluoresceína fluorescente. El método permite medir la capacidad de los compuestos para prevenir la formación de DCF por radicales peroxilo generados por dicloruro de 2,2'-azobis-2-amidinopropano (ABAP) en células HepG2 de hepatocarcinoma humano. Por sí sola, la diclorofluorescina  también permite cuantificar el peróxido de hidrógeno intracelular así como el estrés oxidativo celular. 